# District de Sunsari
Le district de Sunsari (en népalais : सुनसरी जिल्) est l'un des 77 districts du Népal. Il est rattaché à la province de Koshi. La population du district s'élevait à 753 328 habitants en 2011.

## Histoire
Il faisait partie de la zone de Koshi et de la région de développement Est jusqu'à la réorganisation administrative de 2015 où ces entités ont disparu.

## Subdivisions administratives
Le district de Sunsari est subdivisé en 12 unités de niveau inférieur, dont 2 villes sous-métropolitaines, 4 municipalités et 6 gaunpalikas ou municipalités rurales.

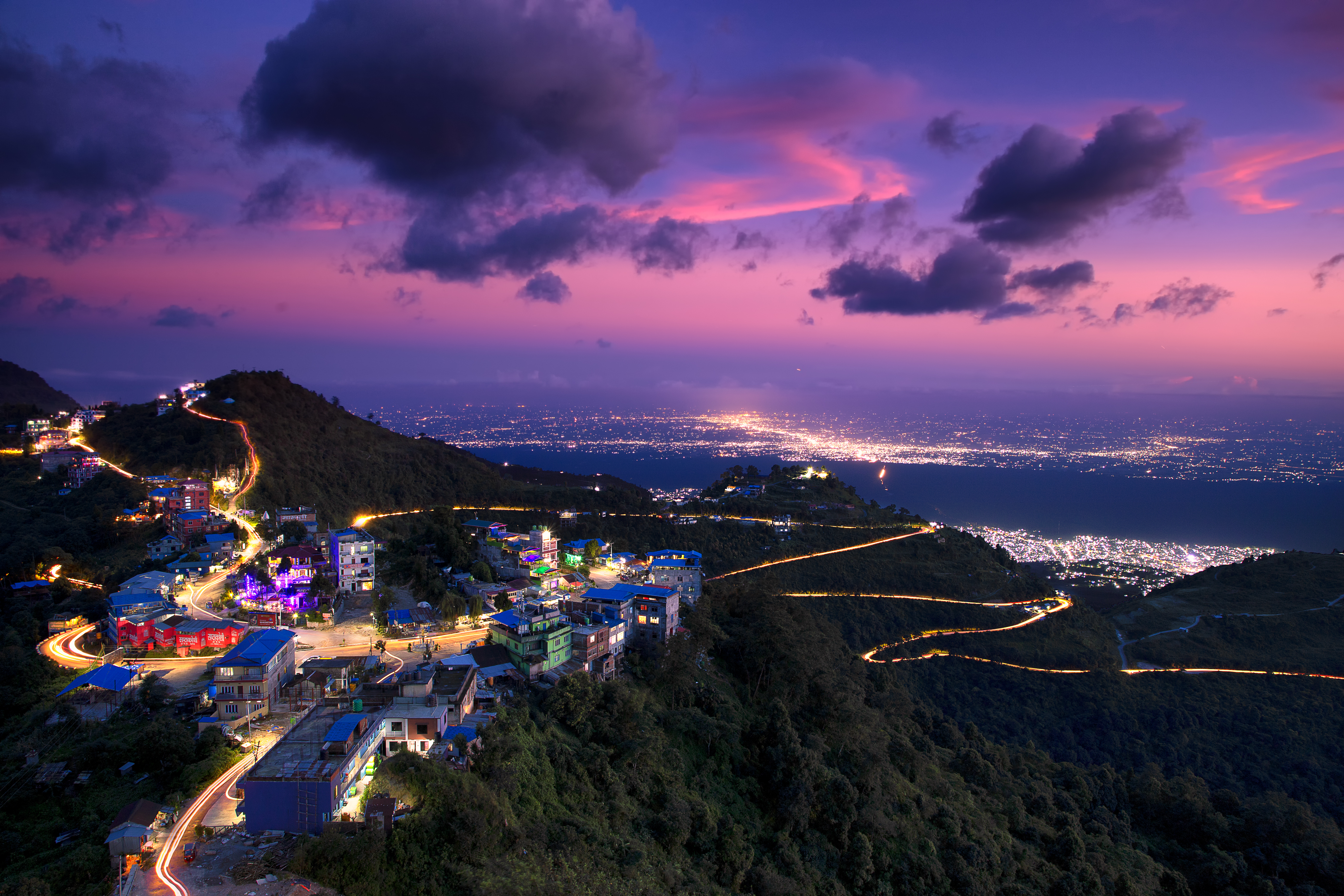
Vue en soirée de la station de montagne de Bhedetar (Vedetar) avec en arrière-plan les villes de Dharan, Itahari et Tarahara.

| #  | Nom               | Nom en népalais | Type                      | Population (2011) | Superficie (km2) |
| -- | ----------------- | --------------- | ------------------------- | ----------------- | ---------------- |
| 1  | Itahari           | ईटहरी            | ville sous-métropolitaine | 140 517           | 93,78            |
| 2  | Dharan            | धरान             | ville sous-métropolitaine | 137 705           | 192,32           |
| 3  | Inaruwa           | ईनरुवा            | municipalité              | 63 593            | 77,92            |
| 4  | Duhavi            | दुहवी             | municipalité              | 56 269            | 76,67            |
| 5  | Ramdhuni          | रामधुनी            | municipalité              | 51 752            | 91,69            |
| 6  | Barahachhetra     | बराहक्षेत्र         | municipalité              | 77 408            | 229,09           |
| 7  | Dewanganj         | देवानगञ्ज          | gaunpalika                | 35 073            | 53,56            |
| 8  | Koshi             | कोशी              | gaunpalika                | 43 626            | 75,98            |
| 9  | Garhi             | गढी              | gaunpalika                | 34 852            | 67,7             |
| 10 | Barju             | बर्जु             | gaunpalika                | 31 178            | 69,43            |
| 11 | Bhokraha Narsingh | भोक्राहा नरसिंह       | gaunpalika                | 40 509            | 63,37            |
| 12 | Harinagar         | हरिनगर           | gaunpalika                | 40 846            | 52,29            |

## Assemblée constituante de 2008
Pour l'élection de l'Assemblée constituante, le 10 avril 2008, dans le cadre du scrutin uninominal majoritaire à un tour, le district de Sunsari est divisé en six circonscriptions électorales. Les députés élus dans le district sont :
| Circons- cription | Député                  | Parti                                                 |
| ----------------- | ----------------------- | ----------------------------------------------------- |
| 1re               | Kiran Kumar Rai         | Parti communiste du Népal (maoïste)                   |
| 2e                | Dharma Raj Niraula      | Parti communiste du Népal (marxiste-léniniste unifié) |
| 3e                | Bijaya Kumar Gachchedar | Forum des droits du peuple madhesi, Népal             |
| 4e                | Muga Lal Mahato         | Forum des droits du peuple madhesi, Népal             |
| 5e                | Upendra Yadav           | Forum des droits du peuple madhesi, Népal             |
| 6e                | Bhim Prasad Acharya     | Parti communiste du Népal (marxiste-léniniste unifié) |